# NCSM Summerside (MM 711)
Pour les autres navires du même nom, voir NCSM Summerside.
Le NCSM Summerside (MM 711) est un navire de défense côtière canadien de la classe Kingston.
Le NCSM Summerside a été construit au chantier naval The Halifax Shipyard situé à Halifax le 28 mars 1998. Lancé le 25 septembre 1998, il est affecté aux Forces maritimes de l'Atlantique depuis le 18 juillet 1999.
Il porte le nom de la ville de Summerside, dans l'Île-du-Prince-Édouard.